# Mweru Wantipa
Mweru Wantipa – jezioro i system mokradeł w zambijskiej Prowincji Północnej. W przeszłości uważane za tajemnicze z uwagi na występujące w nim fluktuacje poziomu wody i zasolenia, które nie mogły być w pełni wyjaśnione przez różnice w opadach. Znane z tego, że wyschło niemal całkowicie. Objęte jest ochroną w ramach Parku Narodowego Mweru Wantipa.
Mweru Wantipa jest jeziorem doliny ryftowej położonym na odgałęzieniu Wielkiego Rowu Wschodniego prowadzącym od rzeki Luapula do jeziora Tanganika. Na wschodzie znajduje się kilka charakteryzujących ten typ doliny gorących źródeł. Wody jeziora są błotniste, czasem określane jako rudawe i "lekko oleiste". W lokalnym dialekcie "wa ntipa" oznacza "z błotem" i nazwa Mweru Wantipa odróżnia je od pobliskiego Mweru o przejrzystszych wodach.

## Źródła i odpływy
Nieduże rzeki i strumienie wpływają do jeziora i jego mokradeł z położonego około 32 km na południe płaskowyżu Mporokoso oraz wzgórz północno-wschodniego Kongo. Uważano, że jezioro jest odwadniane poprzez południowo-zachodnie mokradła, dambo (nazywane Mofwe) i przez rzekę Kalungwishi, która wpływa do jeziora Mweru. Jednakże w systemie Kalungwishi i Mofwe wysokość wynosi 942 m n.p.m., podczas gdy powierzchnia jeziora znajduje się na wysokości tylko 932 m n.p.m. Wynika stąd, że to Kalungwishi wpływa w czasie pory deszczowej do Mweru Wantipa i możliwe, że odwrotna sytuacja nie ma miejsca, choć pojedynczy raport z 1931 donosi, że po silnych deszczach wody z Mofwe wlewały się do Kalungwishi.

## Rozmiary
Około 2005 jezioro, mierzone od północno-wschodniego do południowo-zachodniego wierzchołka, miało 65 km długości i około 20 km szerokości, przy czym wąska odnoga ciągnęła się 30 km na wschód od północnej krawędzi, co dawało całkowitą powierzchnię około 1500 km². Na południowy zachód od Kampindy półwysep oddziela od jeziora obszar Chimbwe Pools oraz lagunę zwaną jeziorem Cheshi. W niedalekiej przeszłości w różnych okresach teren ten określany był nie jako jezioro, lecz mokradła bez powierzchni otwartej wody, a nawet jako równina wyschniętego błota (pokryta szczątkami martwych ryb, krokodyli i hipopotamów). Te wahania w powierzchni otwartych wód występują nie tylko w związku z rocznym cyklem pory deszczowej i suchej, ale również w skali lat i dekad. Dla przykładu doniesienia o jeziorze pochodzą z lat 1890, 1897, 1911, 1919 i 1938, a o bagnach z 1892, 1900-1911, 1912-1919 oraz 1922, zaś z ok. 1916 o całkowitym wyschnięciu. Największa podawana głębia jeziora to 5 m, ale współcześnie może być płytsze niż 1 m na większości powierzchni.
Zasolenie również wykazuje długoterminowe wahania. W 1929 i 1939 jezioro określane było jako słodkowodne, podczas gdy w 1949 jako słone.

## Osiedla i drogi
Północno-zachodnim brzegiem jeziora biegnie droga D817. Przy niej, a zarazem na brzegu, leżą wsie Kasangola, Nkonta oraz miasto Kaputa. Na południowo-wschodnim brzegu, na półwyspie, znajdują się wioski Kampinda oraz Mununu.